# 艾哈德·克罗格
艾哈德·克罗格（Erhard Kroeger/ Kröger，1905年3月24日—1987年9月24日），是一位党卫队军官，他也是波罗的海德意志人，生于里加。在第二次世界大战前曾参与波罗的海德意志人的再定居计划。他于1941年开始指挥一支别动队，之后与苏联叛将安德烈·安德烈耶维奇·弗拉索夫共事于受德国赞助的俄罗斯解放军。1969年，克罗格因战争罪行而被定罪。